# Piasecznica (technika)

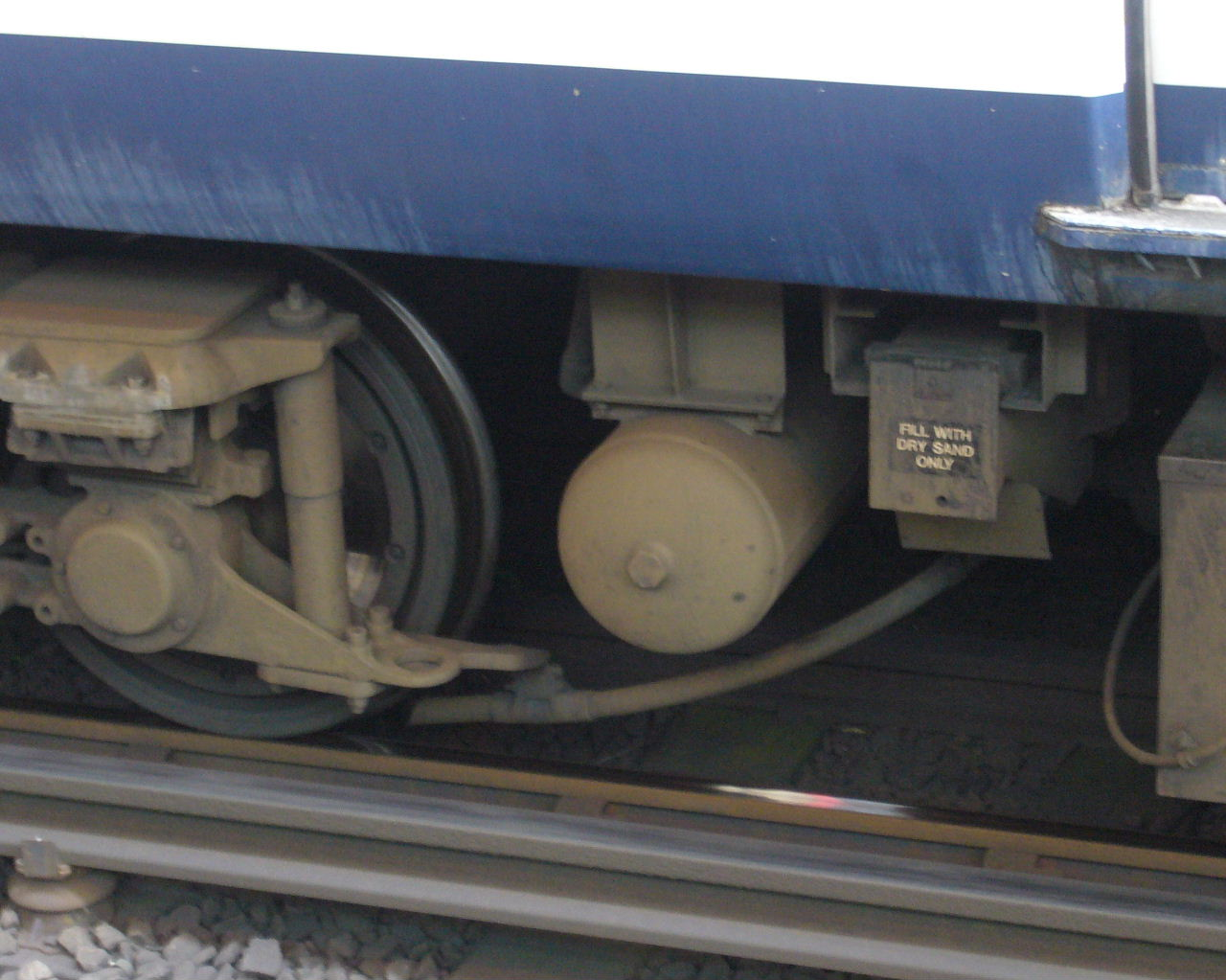
Piasecznica z urządzeniem podającym piasek

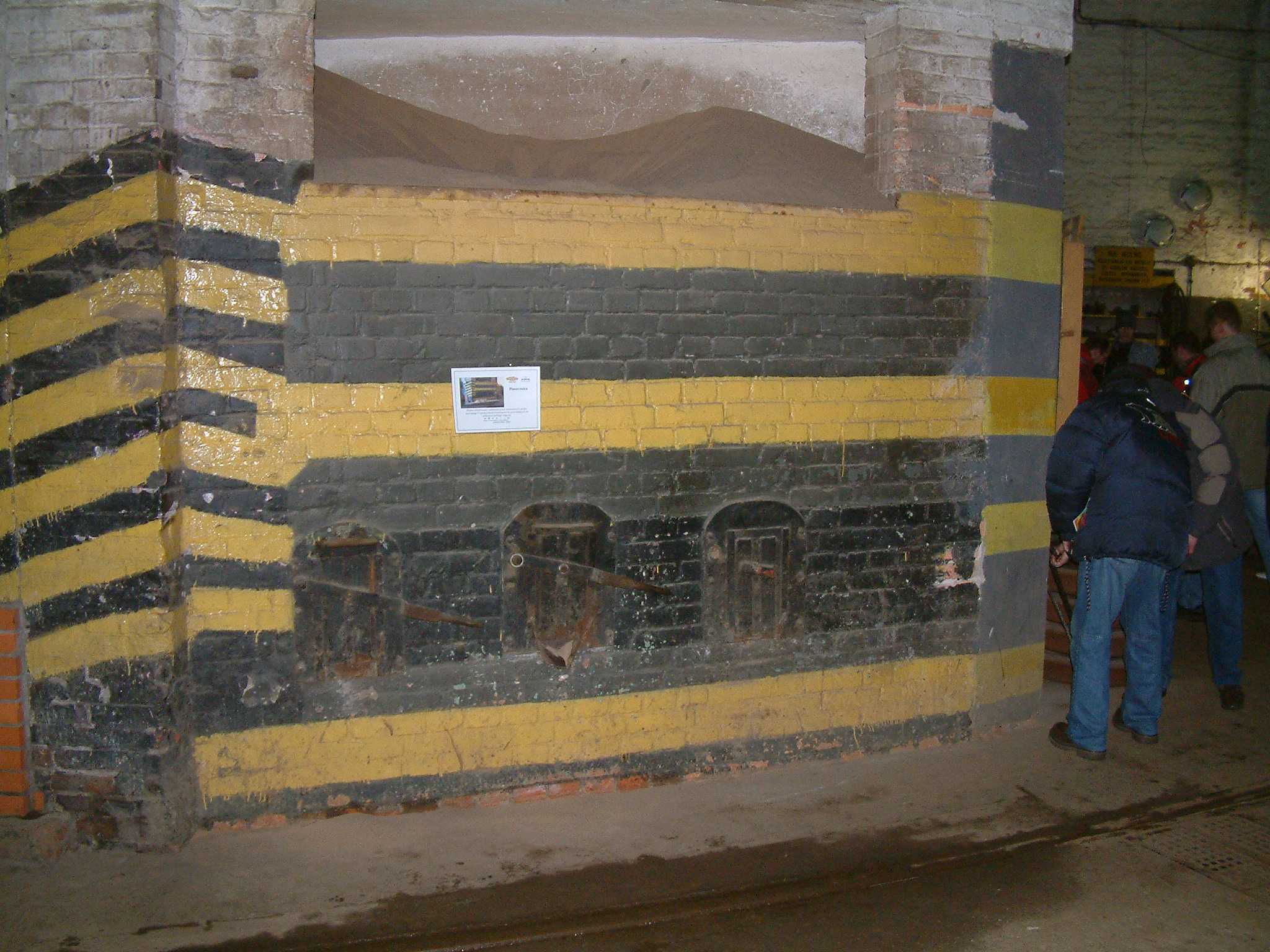
Piasecznica służąca do napełniania piasecznic w tramwajach, zajezdnia przy ul. Gajowej w Poznaniu

Piasecznica – urządzenie w pojeździe szynowym (lokomotywa, tramwaj), którego zadaniem jest podawanie piasku pod koła napędowe, zapobiegając ich poślizgowi, zwłaszcza podczas ruszania i przy hamowaniu. Używana podczas niekorzystnych warunków atmosferycznych, które znacząco zmniejszają przyczepność kół do szyny (oszronienie toru, gołoledź, mokre liście – kiedy rozruch jest trudniejszy) oraz na stromych podjazdach.
Piasecznice mogą być zarówno ręczne, jak i automatyczne. Te ostatnie są uruchamiane przez układy elektroniczne wykrywające różnice prędkości na różnych osiach napędowych pojazdu.
Do napiaskowania (napiaszczania) pojazdów używa się stacjonarnych urządzeń piaskujących (piasek sypany przez górne wsypy w lokomotywie) bądź też możliwe jest ręczne napiaskowanie lokomotyw, z poziomu osi toru (piasek sypany do zbiorników przy wózkach).